# کالبدشناسی بدن انسان
کالبدشناسی بدن انسان یا آناتومی انسان (به انگلیسی: Human Anatomy) یکی از علوم پایه در مطالعات ریخت‌شناسی (مورفولوژی) بدن انسان است. کالبدشناسی به دو بخش کالبدشناسی کلی و کالبدشناسی میکروسکوپی (بافت‌شناسی) تقسیم می‌شود. کالبدشناسی کلی (که آناتومی توپوگرافی، آناتومی مبداءی یا آنتروپوتومی نیز نامیده می‌شود) مطالعه ساختار آناتومیک با چشم غیرمسلح می‌باشد. آناتومی میکروسکوپی شامل مطالعه ساختارهای آناتومیکی به وسیله میکروسکوپ می‌باشد، و حوزه بافت‌شناسی مطالعه ساختار بافت‌ها در تمامی سطح‌ها از زیست‌شناسی سلولی (در گذشته سیتولوژی یا سلول‌شناسی نامیده می‌شد) تا اندام‌ها می‌باشد. کالبدشناسی، فیزیولوژی (مطالعه عملکردها) و بیوشیمی (مطالعه شیمیایی اندام‌های زنده) تکمیل‌کننده علم پزشکی هستند که دانشجویان پزشکی آن‌ها را مطالعه می‌کنند.

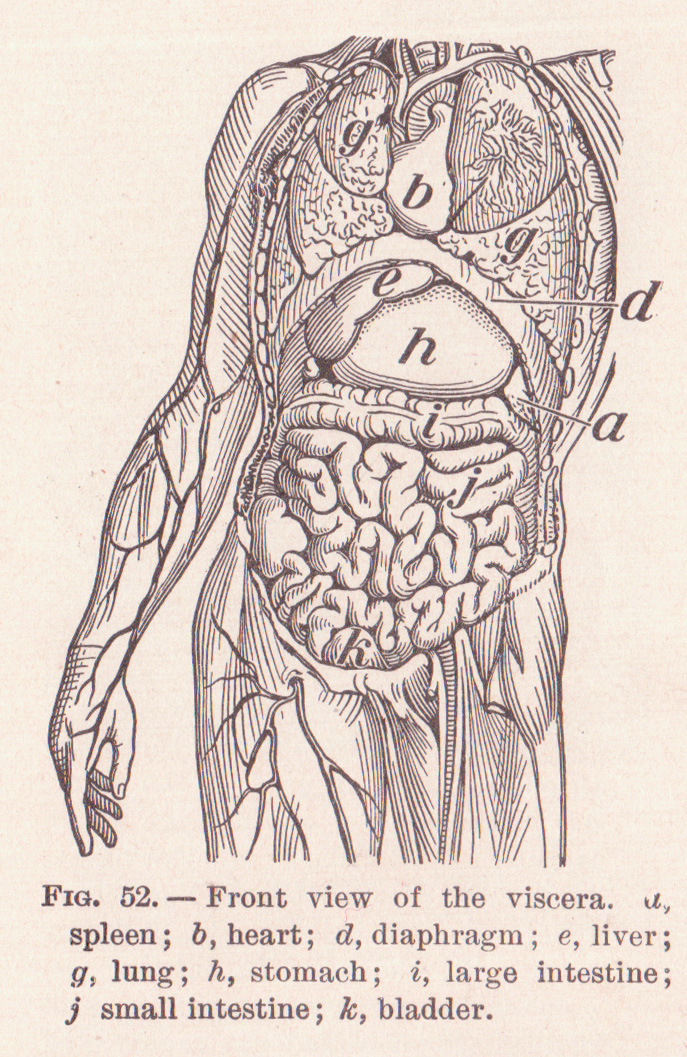
نمای جلو از اندام‌ها

در برخی از جنبه‌ها کالبدشناسی (آناتومی) بدن انسان رابطه نزدیکی با جنین‌شناسی، کالبدشناسی تطبیقی و جنین‌شناسی تطبیقی (تبارزایش)داشته و ریشه‌های مشترک تکاملی دارند: به عنوان مثال، بدن انسان از یک الگوی سگمنتال باستانی باقی‌مانده‌است که در حال حاضر واحد پایه آن در تمام مهره‌داران ستون فقرات و قفسه سینه است و می‌تواند مراحل سومایتوجنسیس را در جنین‌های تازه تشکیل شده ترسیم کند.
به‌طور کلی، پزشکان، دندانپزشکان، فیزیوتراپها، پرستاران، امدادگران، پرتونگاران و دانشجویان علوم زیستی، آناتومی کلی و آناتومی میکروسکوپی را از مدل‌های آناتومیکی، اسکلت بدن، کتاب‌های مرجع، جداول، عکس‌ها، سخنرانی‌ها و آموزش مشاوره‌ای یادمی‌گیرند. مطالعه آناتومی میکروسکوپی (یا بافت‌شناسی) را می‌توان با تجربه عملی در بررسی‌های بافت‌های آماده (یا اسلایدها) زیر میکروسکوپ انجام داد، به علاوه اینکه، دانشجویان پزشکی و دندانپزشکی می‌توانند آناتومی را با مطالعات کالبدشکافی و بررسی لاشه (اجساد) مطالعه کنند. مطالعات آناتومی برای همه پزشکان به‌خصوص جراحان و پزشکان با تخصص تشخیصی مثل بافت آسیب‌شناسی و رادیولوژی لازم و ضروری است.
کالبدشناسی بدن، فیزیولوژی و بیوشیمی اساس علم پزشکی می‌باشند که دانشجویان پزشکی معمولاً در دوره علوم پایه که پنج ترم تحصیلی به طول می‌انجامد، آن‌ها را مطالعه می‌کنند. آناتومی بدن می‌تواند سیستمیک یا بخش بخش تدریس شود، که به ترتیب، مطالعه آناتومی بخش‌های بدن مثل سر و سینه یا مطالعه سیستم‌های مشخص مثل سیستم عصبی یا تنفسی می‌باشد. کتاب مرجع اصلی آناتومی، آناتومی گری نام دارد که اخیراً در راستای روش‌های مدرن، از شکل سیستمیک به شکل بخشی، تغییر یافته‌است، از منابع معتبر دیگر آموزش آناتومی می‌توان به آناتومی اسنل و فیلم‌های آموزشی آکلند هم اشاره نمود.

## تغییرات آناتومیک
در آناتومی بدن، اصطلاح تغییرات آناتومیک اشاره به ساختارهای آناتومیک غیر پاتولوژیک دارد که از حالت طبیعی خارج شده‌اند. تغییرات آناتومیکی ممکن برای هر اندام و جریان‌های شریانی و وریدی آن باید توسط پزشکان مانند جراحان یا رادیولوژیست‌ها شناخته شود. برخلاف بیماری مادرزادی، تغییرات آناتومیک معمولاً بی‌اهمیت بوده و اختلال تلقی نمی‌شوند. عضلات فرعی دوبرابر شدن تکراری عضلات هستند که می‌توانند اتفاق بیفتند و تنها در جایی درمان می‌شوند که عملکردشان دچار اختلال شده باشد. دیگر تغییر عمومی که در حدود ۱۰ درصد از مردم رخ می‌دهد طحال فرعی می‌باشد.